# Xã Liberty, Quận Schuyler, Missouri
Xã Liberty (tiếng Anh: Liberty Township) là một xã thuộc quận Schuyler, tiểu bang Missouri, Hoa Kỳ. Năm 2010, dân số của xã này là 1.022 người.